# Albansk (sprog)
Albansk er et indo-europæisk sprog, som tales af seks millioner indbyggere i det vestlige Balkan. Der er to dialekter med indbyrdes forståelighed: Tosk, som tales i det sydlige og centrale Albanien og blandt minoriteter i det nordvestlige Grækenland; og Gheg (eller Geg), som tales i det nordlige Albanien og af albanerne i Kosovo, Nordmakedonien og Montenegro. Albansk menes at have sit udspring fra det illyriske sprog, som blev talt i regionen for to årtusinder siden.

## Geografisk fordeling
Albanske tales af næsten 7,6 millioner mennesker primært i Albanien, Kosovo, Tyrkiet (2.300.000), Nordmakedonien (520.000), Grækenland (445.000) og Italien (Arbereshe), fortrinsvis i Apulien, Calabrien og på Sicilien (455.000) og af indvandrersamfundene i mange andre lande, bl.a. i USA (433.000), Schweiz (400.000), Tyskland (350,000-400,000), Storbritannien (250.000) og Holland (106.000).

### Standard
Standardalbansk, en revideret form af Tosk-dialekten, er officielt sprog af Albanien og Kosovo, og er også officielt sprog i kommuner i Nordmakedonien, hvor etniske albanere udgør mere end 25% af befolkningen, samt officielt sprog i Montenegro, hvor det tales i kommunerne med etnisk albansk befolkning.

## Dialekter
Albansk er inddelt i to store dialekter: Gheg, Tosk, og overgangsdialekt mellem dem.
Floden Shkumbin er stort set skillelinje, med Gheg talt nord for Shkumbin og Tosk syd for floden.
Flere danske filologer har forsket i albansk, blandt andet Holger Pedersen, Kristian Sandfeld og Gunnar Svane.